# بانزرتروبينشولي كاما

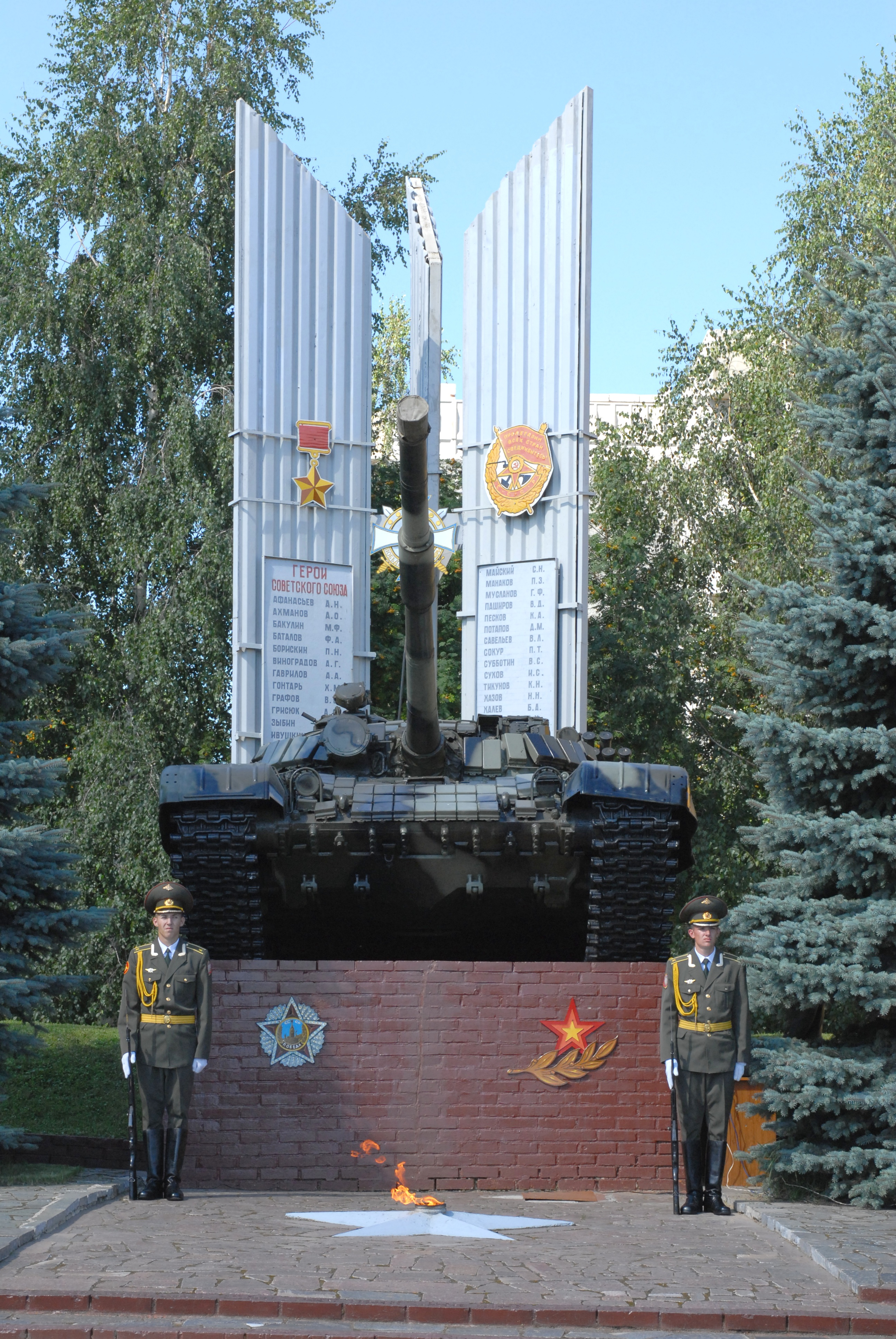

بانزرتروبينشولي كاما أو مدرسة دبابات كاما (بالألمانية: Panzerschule Kama) كانت مدرسة تدريب سرية لقادة الدبابات التي يديرها الرايخويهر الألماني بالقرب من قازان، الاتحاد السوفيتي. عملت من عام 1929 إلى عام 1933. تم إنشاء المدرسة من أجل السماح للجيش الألماني بالتحايل على القيود العسكرية على أبحاث الدبابات المنصوص عليها في معاهدة فرساي. وبصرف النظر عن كاما، وللسبب نفسه، قامت ألمانيا أيضًا بتشغيل مدرسة ليبيتسك لطياري المقاتلات (1926-1933) ومنشأة حرب الغاز، غاز-تيستجيلاندي تومكا (1928-1931).
بعد صعود الحزب النازي إلى السلطة، تم إغلاق المدرسة وتم تدريب قوات الدبابات والقوات الجوية الألمانية في ألمانيا.
أطلق عليها اسم ذلك «كاما» من كلمات كازان وMalbrandt لأن الاختبار كانت بالقرب كازان وكلف أوبرسلوبمينت Malbrandt لتحديد موقع لاختبار. 

## خلفية
ال معاهدة فرساي، الموقعة في 28 يونيو 1919، منعت ألمانيا من تشغيل أي شكل من أشكال الدبابات أو القوات الجوية بعد أن خسرت البلاد الحرب العالمية الأولى.  قامت ألمانيا بتطبيع علاقاتها مع الاتحاد السوفياتي في عام 1922، بتوقيع معاهدة رابالو.
في البداية، كانت ألمانيا غير راغبة في كسر معاهدة فرساي. غير أن هذا الموقف تغير في عام 1923، عندما احتلت القوات الفرنسية والبلجيكية منطقة الرور بعد تخلف ألمانيا عن سداد تعويضات الحرب. في ديسمبر 1926، وقعت ألمانيا والاتحاد السوفيتي اتفاقية لإنشاء مدرسة دبابات على الأراضي السوفيتية. تم افتتاح المدرسة في نهاية المطاف في عام 1929 وعملت على تدريب ما يقرب من 30 متخصصًا في الدبابات الألمانية.  

## عمليات المدرسة
بعد افتتاحها، استوعبت المدرسة ما يصل إلى اثني عشر ضابطًا ألمانيًا في وقت واحد، حيث تدربوا هناك لمدة تصل إلى عامين. وبصرف النظر عن تدريب الضباط، خدمت المدرسة الشركات الألمانية مثل كروب وداملر وراينميتال كأرض تطوير لتصميمات الدبابات الجديدة. عمل الفنيون على التصاميم التي أصبحت فيما بعد بانزر-1 وبانزر-2.
أصبح العديد من الضباط الذين يتدربون أو يوجهون أو يزورون كاما لاحقًا قادة رفيعي المستوى في الفيرماخت أو سلاح المدرعات، من بينهم إرنست فولكهايم وفيرنر فون بلومبرج وفالتر مودل وفيلهلم ريتر فون توما وهاينز جوديريان.  ومع ذلك، هناك ادعاءات حول تدريب غودريان: يزعم أنه زار كاما مرة واحدة فقط، كعضو في هيئة التفتيش.
ويزعم أنه تم تدريب عدد من ضباط الدبابات السوفيتية هناك. ولكن من الوثائق الألمانية والسوفيتية التي تم رفع السرية عنها، يمكن للمرء أن يستنتج أن الضباط السوفييت كانوا بشكل رئيسي مراقبين أو مساعدين.

## إغلاق
في أوائل الثلاثينيات، بدأ الوضع السياسي لمدرسة الدبابات يتغير. انفتح الاتحاد السوفياتي على الغرب بينما حاولت ألمانيا اتباع نهج أوثق تجاه فرنسا. 
في ديسمبر 1932، حققت ألمانيا اعتبارها متساوية في مؤتمر جنيف، مما جعل المدارس السرية غير ضرورية إلى حد ما. مع صعود النازيين إلى السلطة في يناير 1933، أصبحت الفجوة الأيديولوجية بين ألمانيا الفاشية والاتحاد السوفييتي الشيوعي كبيرة جدًا وأغلقت مدرسة الدبابات في قازان في أواخر عام 1933. 